# Cape Clairault
Cape Clairault är en udde i Australien. Den ligger i delstaten Western Australia, omkring 210 kilometer sydväst om delstatshuvudstaden Perth.
Runt Cape Clairault är det glesbefolkat, med 13 invånare per kvadratkilometer.. Närmaste större samhälle är Dunsborough, omkring 15 kilometer nordost om Cape Clairault. 
Trakten runt Cape Clairault består till största delen av jordbruksmark. Genomsnittlig årsnederbörd är 1 201 millimeter. Den regnigaste månaden är maj, med i genomsnitt 210 mm nederbörd, och den torraste är januari, med 9 mm nederbörd.